# M-50 (航空機)

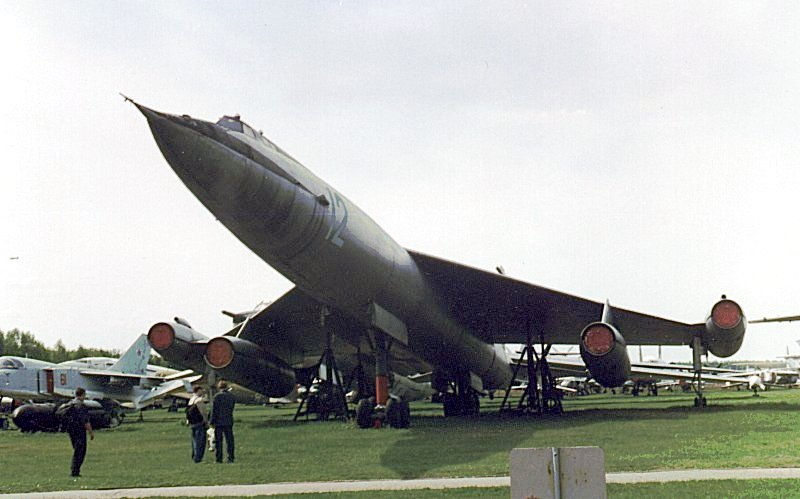
ミャスィーシチェフM-50戦略爆撃機(モニノ空軍博物館に唯一現存する機体)

M-50（ロシア語:М-50エーム・ピヂスャート）およびM-52（М-52エーム・ピヂスャード・ドヴァー）は、ソ連のミャスィーシチェフ設計局において製造された戦略爆撃機の試作機である。北大西洋条約機構 (NATO) はこの機体に「バウンダー」のコードネームを与えたが、結局のところこの機体は試作機に過ぎず最終的に実戦配備されることはなかった。
M-50とM-52には設計上の違いも比較的多く、また概観上の違いも水平尾翼の増加などが挙げられる。一部の文献においては別項目において扱うことも多いが、本項では両機をあつかう。

## 概要

### 登場背景
1950年代、まだ大陸間弾道弾の存在しない時期は米ソともに核戦力を効果的に活用できる戦略爆撃機の開発運用に力を入れていた。そんな中においてツポレフ・ミャスィーシチェフ両設計局はソ連空軍の要求に応えるべく、それぞれTu-95・M-4両戦略爆撃機を開発した。しかしながらM-4戦略爆撃機は航続距離において不足の傾向が、またTu-95においては速度性能において若干の問題があった。そんな最中に、アメリカ空軍はB-47ストラトジェットの後継としてマッハ2級の戦略爆撃機B-58ハスラーを実戦配備し、またB-52ストラトフォートレスの後継機として空前絶後のマッハ3級爆撃機XB-70バルキリーの開発を始めていた。こうした脅威に対応する為に1956年、ミャスィーシチェフ設計局はマッハ2級戦略爆撃機M-50の開発を開始した。
M-50はこれまでのソ連爆撃機としては最速の爆撃機であり、これまでとはまったく比べ物にならないほど構造的にも難しい工作を要求される機体だった。その為ソ連国内におけるあらゆる省庁・機関が参加し、大規模な開発プロジェクトが結成された。
試作機は1959年に完成したが、搭載を予定していたエンジンが間に合わなかったのでM-4戦略爆撃機のエンジンを仮に搭載していた。その為音速を超えることが出来なかったが、これはあくまでも仮の措置であり、机上計算としてはまったく問題のない完成度だったといわれている。事実、試験飛行は非常に良好であったといわれている。これは本機が極めて原始的ではあるがフライ・バイ・ワイヤ制御システムを搭載していたからであるといわれている。
しかし、期待を背負って開発された本機も、登場するころにはミサイルの時代が訪れており、当時のソ連首相ニキータ・フルシチョフのミサイル重視の政策もあって、優先度は下げられ、改良型であるM-52が登場するころには開発中止が決定し、膨大な資材と時間をかけて開発された本機は結局のところ徒労に終わった。
だが、このM-50で培われた原始的なフライ・バイ・ワイヤー制御システムは後にスホーイ設計局のT-4ソートカ試作戦略爆撃機製造時に提供され、最終的にSu-27戦闘機で開花したことを踏まえると、必ずしも無駄であったとは言えない。

### エピソード
秘密主義だった当時のソ連では開発中止となった機体はスクラップにされるか秘密指定の博物館送りになるのが常だったが、M-50についてはなぜか中央から整備・保守を続けるように命令された。ミャスィーシチェフ設計局関係者は疑問を感じつつも保守整備を続けたが、これは1961年7月のツシノ航空ショーにおいて、本機をあえて西側関係者の目に晒して揺さぶりをかけるという目的があった為である。西側はこのブラフに引っかかり、M-50に対して非常な脅威を感じたといわれている。試作機にすぎないM-50に「バウンダー」（ごろつき・無法者）というNATOコードネームが存在するのはこうした理由からである。
また、西側に話が伝わる過程でなぜかM-50が原子力航空機であるという噂話が巻き起こり、西側はさらに混乱したといわれている。むろんM-50の動力は通常のジェットエンジンだが、エンジン搭載配置が若干特殊だったこと、またエンジン部分が非常に大型だったことが原因といわれているが、はっきりとした理由はわかっていない。ソ連に対して激しい脅威を感じていた時代ならではのエピソードであるといえる。
現在、M-50は一機がモニノ空軍博物館に展示されており、その異質なデザインを見ることが出来る。

### M-52
M-52はM-50に改良を加え、エンジンを予定されていた本来の（もしくは強化型）エンジンに搭載しなおしたものといわれている。機体は完成していたらしいが、結局飛行することなくスクラップ処置となった。概観上の違いは、パイロットの座席がタンデム式から並列式になり、垂直尾翼上部に新たな尾翼が取り付けられた。また、空中給油装置も装備していたと言われている。

## 要目 (M-50)
- 初飛行年：1959年
- 全長：57.48m
- 全幅：25.1m
- 全高：8.25m
- 自重：78,860kg
- 最大離陸重量：200,000kg

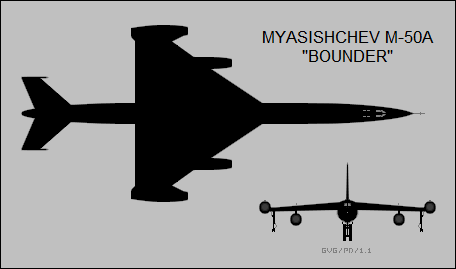
M-50

- エンジン：VD-7Mターボジェットエンジン（アフターバーナー時推力16,000kg）×2基及び、VD-7Bターボジェットエ ンジン(推力9,500kg）×2基の計4基
- 巡航速度：1,500km/h（マッハ0.99）
- 実用上昇限度：11,000m
- 航続距離：3,150km
- 離陸滑走距離：1,600m
- 着陸滑走距離：1,800m
- ペイロード：巡航ミサイル及び爆弾を最大で30トン